# Controller PlayStation

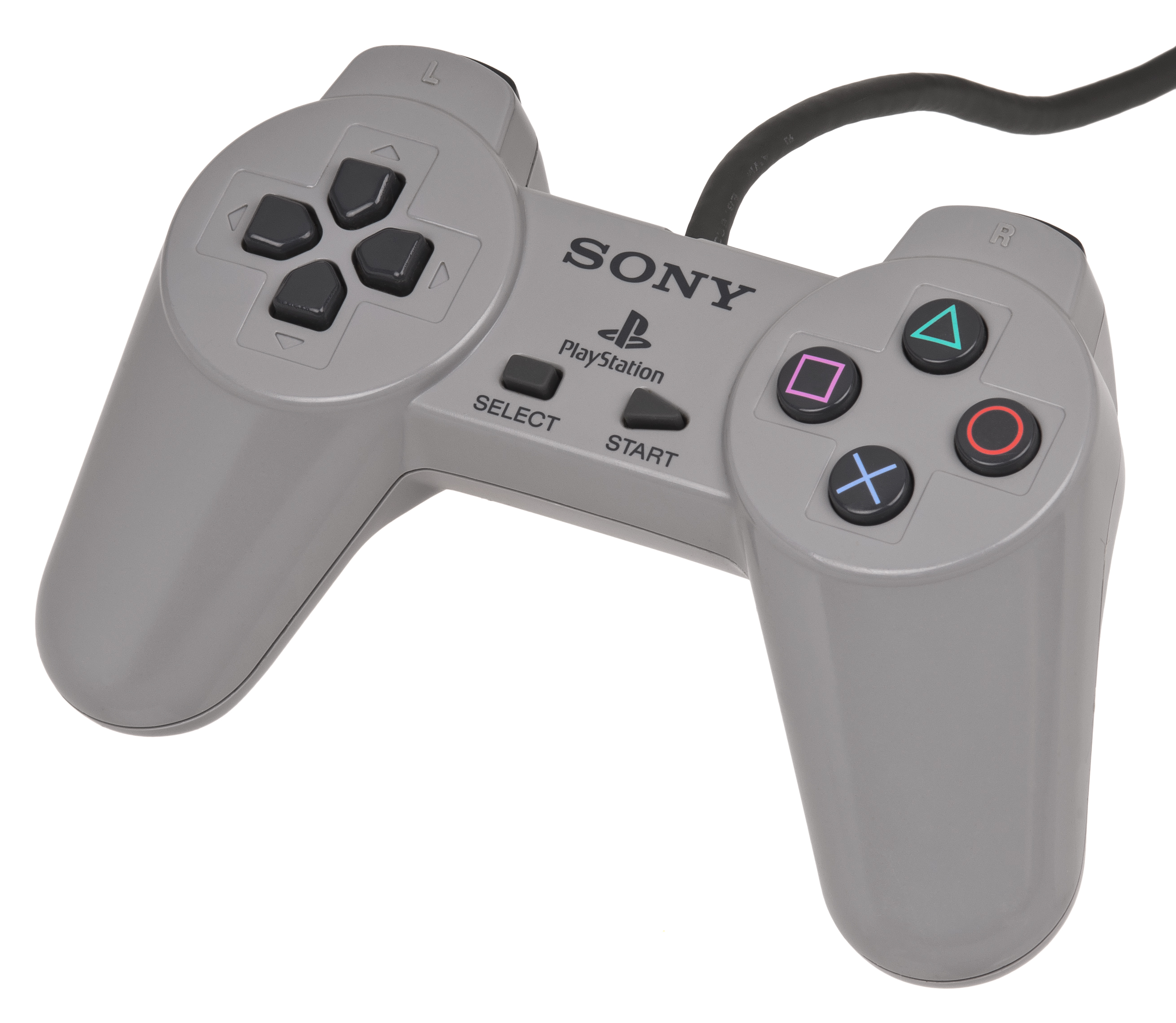
Un controller originale per PlayStation. Questo modello più tardi sarà sostituito da quelli con tecnologia DualShock

Il controller PlayStation è stato il primo joypad della PlayStation di Sony, venduto insieme alla console.

## Caratteristiche
I tasti da cui è composto sono una croce direzionale sulla sinistra, quattro tasti principali sulla destra (identificati dai simboli triangolo , cerchio , croce  e quadrato ), quattro tasti laterali azionabili con l'indice e il medio (L1, L2, R1, R2) e i pulsanti Select e Start al centro del joypad.
Nel 2010 il designer della Sony Teiyu Goto ha rivelato che i quattro tasti triangolo, quadrato, croce e cerchio rappresentano rispettivamente una freccia direzionale (ed è infatti usato solitamente per visualizzare mappe o informazioni-guida), un foglio (nei giochi apre di solito menu e documenti) ed il sistema maru/batsu (◯/×), che in Giappone è usato per dire corretto/sbagliato (si/no). Nei paesi occidentali, il sistema è invertito: per confermare si usa il tasto croce mentre per annullare il tasto cerchio.

## Compatibilità
Essendo il primo joypad con cui è nata la console è compatibile con tutti i giochi PlayStation, salvo eventuali titoli che richiedano un espresso uso delle levette analogiche contenute nel DualShock.

## I tasti
La posizione dei tasti del controller originale ricorda molto quella del controller del Super Nintendo e i tasti L2 e R2. Il Dualshock presenta anche le levette analogiche, concetto mutuato dal pad del Nintendo 64. I tasti sul gamepad sono:
- Triangolo
- Cerchio
- Quadrato
- Croce (conosciuto anche come X)

- Pad direzionale
- Levetta analogica destra
- Levetta analogica sinistra
- Tasto L3 (premendo l'analogico sinistro)
- Tasto R3 (premendo l'analogico destro)
- Start
- Select

- R1
- R2
- L1
- L2